# 20624 Dariozanetti
20624 Dariozanetti (1999 TB12) là một tiểu hành tinh vành đai chính được phát hiện ngày 9 tháng 10 năm 1999 bởi S. Sposetti ở Gnosca.